# 小林由希子
小林 由希子（こばやし ゆきこ、1988年8月2日 - ）は日本のミュージカル俳優である。愛知県岡崎市出身。劇団四季所属。

## 来歴
岡崎市立岡崎小学校、岡崎市立南中学校卒業。光ヶ丘女子高等学校国際コース（現在の国際教養科）を経て南山大学人文学部人類文化学科に入学。2010年に劇団四季のオーディションに合格し研究所へ入所。同年7月18日にはだかの王様アンサンブル役で初出演を果たす。2014年初の主役級役柄となるリトル・マーメイドのアリエル役を演じ、その後も主役級役柄を演じることが多い。

## 人物
四季を目指すきっかけは大学3年生のとき観劇したオペラ座の怪人名古屋公演である。その後メグ・ジリー役でオペラ座の怪人出演を果たした。
幼少期からクラシックバレエやピアノを習い、学生時代は、勉学と共にバレエに打ち込む日々を送る。小学校の卒業アルバムの将来の夢には「四季に入りたい」と記した。
高校２年生時には学校の伝統行事であるキリスト降誕の音楽劇にて、主役のマリアを務める。

## 主な出演作品
- はだかの王様（2010年アンサンブル）
- オペラ座の怪人（2011年メグ・ジリー）
- 王様の耳はロバの耳（2011年～陽だまりの精）
- 劇団四季ソング&ダンス60 ようこそ劇場へ（2013年ダンスパート）
- リトル・マーメイド（2014年～アリエル）
- キャッツ（2015年～ジェリーロラム＝グリドルボーン）
- エビータ（2019年アンサンブル）
- アナと雪の女王　(2021年〜アンサンブル　イドゥーナ妃)
- ライオン・キング(2022年～アンサンブル)
- ひばり(2023年〜王妃）